# لیبی استات
لیبی استات (انگلیسی: Libby Stout؛ زادهٔ ۱۶ ژوئن ۱۹۹۰) بازیکن فوتبال اهل ایالات متحده آمریکا است.
از باشگاه‌هایی که در آن بازی کرده‌است می‌توان به بوستون بریکرز، باشگاه فوتبال لیورپول، و باشگاه فوتبال زنان لیورپول اشاره کرد.
وی همچنین در تیم‌های ملی فوتبال بازی کرده‌است.